# 土邦
土邦（英語：Princely state，「土邦」之名是从英印最初的称呼native state翻译而来），指的是英属印度时期由土著王公统治的附庸国。土邦体制多承袭占领以前的封建体制，继续由原王公、君主或其家族沿袭继承。英国占领以后，英国殖民当局和原统治者签署条约，直接受控于英国殖民政府，效忠英王。
土邦为一个政治实体，受控于英国殖民当局。如在印度次大陆，土邦根据其影响力和地位，或直接受英属印度政府控制，或由英属印度诸省省督或行政专员的领导；土邦为地方行政区划单位，多数土邦基本与英属印度诸省所辖县地位相同。

## 成立
土邦为英國東印度公司進佔印度時所採取的的統治策略，即提拔該地區的有力人物取代原本莫臥兒王朝的舊勢力，例如扶持該區域封建領主的親戚篡位、或者資助對封建領主不滿的人進行起義，在推翻舊勢力成功後，英國政府就立即和當地統治者重組原本的政府體系，用“英屬印度土邦体制”代替原本的“莫臥兒封建制”，讓其中印度教統治者的數量增多，伊斯蘭教統治者數量減少，還讓王公的上層文化更加貼近其統治地域、更加親民。在英國完成了對當地政府重建之后，就以自己“資助當事者有功”為由和新统治者签署条约，以約束新的王公不要反抗英國，如果王公們乖乖遵守條約內所承諾的一切，英國也不會再另立新約。由此英國對印度的間接佔領就在十幾年內被迅速完成。英國透過這些被它操控的高自由度傀儡政權來整合印度次大陸，在英属印度帝國最巔峰的时期，印度次大陆的土邦可以多达到数百个。
在印度次大陆上，王公領組成了當時絕大部分的印度區域，英國政府會根据土邦的經濟實力、軍事實力、人口和面積，和其簽訂了各種不同条约。每個王公領和英國的書面约定均不盡相同，甚至其內官員的各項权限、責任範圍都極度複雜，這造成了一般外人難以理解全印度王公領的內部細節，方便了英國人“分而治之”，讓其它地區的印度人無法插手該地區的事物；但同時，英國也沒有把自己的英國文化強行取代印度的當地文化，反而大量派遣專家學者研究各個王公領之內的文化差異、規範書面用語，為印度各個地區保存了資料豐富的節日、服飾、飲食和建築的多樣性，在印度獨立後，那些擁有相似文化的王公領被合併為現代印度的“邦”。
王公領受英國政府控制的程度都不盡相同。例如在最大的王公領海得拉巴土邦，它可以享有接近完全的獨立君主制的待遇，这类土邦在财政和税收、司法有更多的独立权限，只需要在外交和軍事上稍稍配合英國即可；有些王公領需要接受英國的援助，例如朱納格特土邦會由英属印度诸省派遣驻扎官（“省督”或“行政专员”）的指導王公領內各項事務，幫助這個地區近代化；而有的土邦則名存實亡，王公没有实际权力、或权力被削减至還不如英國派遣來的官僚，雖然它們的王公已經被英國嚴重架空，但英國也只會派遣懂英語、接受過高等教育的印度人接任管理，除非王公絕嗣或違背條約，否則不會消除這些王公。

## 滅亡
1947年，印巴分治后，土邦的时代也走到尽头。英国工党艾德礼政府承认土邦在英属印度正式移交前仍然享有其原有的特权地位，但为了避免印度次大陆“巴尔干化”，艾德礼政府所有的政策声明都强调土邦必须与英属印度的继承者印度、巴基斯坦两个自治领的其中之一合并。到1950年，大部分的土邦选择加入了印度和巴基斯坦。这一过程大体上是和平的，除了少數幾個強大的王公領作為例外。
- 查谟和克什米尔选择独立，但在巴基斯坦军队入侵后决定加入印度，双方划定停火线。
- 海得拉巴在1947年选择独立，但一年后印度吞并了该国。
- 朱纳格特决定加入了巴基斯坦，但被印度吞并。
- 卡拉特在1947年宣布独立，但在1948年被巴基斯坦吞并。

土邦併入聯邦后，其君主失去統治權，部分君主得以保留世襲稱號。其中印度政府藉由支給土邦君主年金（Privy Purse）的方式以換取土邦併入印度聯邦。1971年，印度政府以公民平等為理由，通過憲法修正案，取消土邦君主的年金，其稱號亦被廢除。而巴基斯坦也在1972年完全廢除土邦。

## 外部連結

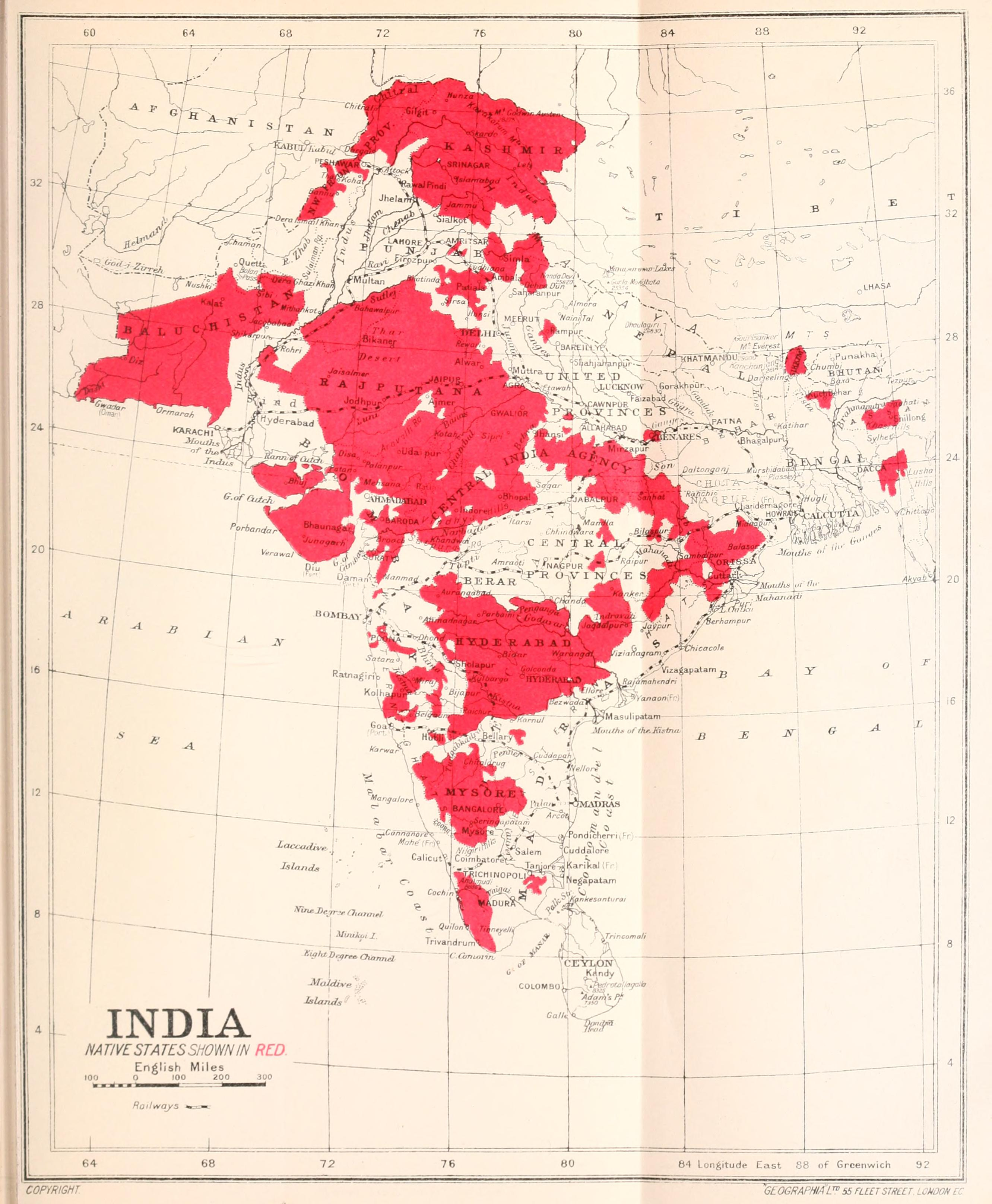
1915年英属印度帝国地图，红色区域为土邦

- Indian Princely states and their History and detailed Genealogy – Royalark （页面存档备份，存于）
- Sir Roper Lethbridge. . Macmillan And Co., New York. 1893.
- Exhaustive lists of rulers（页面存档备份，存于） and heads of government, and some biographies.